# Río Comandaí
El río Comandaí es un río brasileño del estado de Río Grande do Sul. Integrante de la Cuenca del Plata, nace en el municipio de Giruá y desemboca en el río Uruguay, al norte de la ciudad de Porto Xavier.
- Datos: Q3432394
- Multimedia: Rio Comandaí / Q3432394